# Feldmár Intézet
A Feldmár Intézet – szellemi műhely, amelyet Feldmár András és barátai hoztak létre 2006-ban. Alapítói így fogalmaznak: „Egyetértünk vele abban, hogy az, hogy van-e élet a halál előtt, többek között azon múlik, hogy valaki miképpen tud akkor is szabad maradni, ha pisztolyt tartanak a halántékához, vagy hogy képes-e átlátni, hogy a szeretet nem más, mint a másik ember másságának teljes elfogadása és a valódi párbeszéd. Mindehhez persze bátorság kell. A szeretet pedig munka, és a bátorság nem egy a félelemnélküliséggel.”
A Feldmár Intézet nonprofit szervezet. Tevékenységeinek célja, hogy Magyarországon minél többen ismerhessék meg a feldmári gondolkodásmódot és lehessenek aktív részesei annak a szellemi élménynek, amit a szabad, őszinte, kötöttségek és szégyenérzet nélküli kommunikáció adhat az embernek.
Az Intézet Feldmár András személyes részvételével, az internet által nyújtott lehetőségeket is kihasználva szervezi élő és online eseményeit, előadásait, workshopjait, csoportos önismereti programjait, bevételeit pedig programjai finanszírozására forgatja vissza.
A Feldmár Intézet Mesekör programja a börtönviselt emberek társadalmi reintegrációját célozza. A Mesekör program elismeréseként a Feldmár Intézet 2012. október 23-a alkalmából a Büntetés-végrehajtás országos parancsnokától a Büntetés-végrehajtásért emlékérem bronz fokozatát kapta, 2013 júniusában pedig elnyerte az ERSTE Foundation Award for Social Integration nemzetközi díjat.
A Feldmár Intézet szellemi atyja Feldmár András pszichológus, pszichoterapeuta, az Intézet igazgatója Büky Dorottya. A több könyv megírásában is együttműködő szerzőpáros a kötöttségek és szégyenérzet nélküli kommunikáció témájában is rendszeresen publikál, tart előadásokat, csoportos foglalkozásokat.